# Château de Moydrum
 (octobre 2013).
Si vous disposez d'ouvrages ou d'articles de référence ou si vous connaissez des sites web de qualité traitant du thème abordé ici, merci de compléter l'article en donnant les références utiles à sa vérifiabilité et en les liant à la section « Notes et références ».
Le château de Moydrum (en anglais : Moydrum Castle) est un château en ruines irlandais situé dans la localité de Moydrum (Magh Droma en irlandais), à l'extérieur de la ville d'Athlone, dans le comté de Westmeath.

## Histoire

### Construction
Les terres de Moydrum ont été accordées à la famille Handcock, originaire du Devon en Angleterre, au cours des plantations de Cromwell en Irlande au XVIIe siècle. Dès lors la famille demeura l'un des plus grands propriétaires terriens de la région. Chef de famille durant plusieurs générations, William Handcock fut membre du Parlement en 1800 à la suite de la loi d'union avec le Royaume-Uni.
Le Baron décida de bâtir une maison sur ses terres à Moydrum. Il a donc demandé à l'architecte Richard Morrison de remodeler et agrandir une maison appartenant à la famille là-bas. Le château gothique de style Renaissance a été achevé en 1814 et a été décrit comme un « beau séjour » dans le Dictionnaire Topographique de l'Irlande de Samuel Lewis en 1837. Un solide manoir avec tourelles carrées à chaque angle, merveilleusement situé près d'un petit lac, entouré d'un vaste domaine richement boisé.
Dans les années 1880, à l'époque du 4e Baron, la Baronnie de Moydrum comprenait 11 444 acres.

### Déclin et destructions
L'aggravation des tensions en Irlande a finalement abouti à la guerre d'indépendance irlandaise de 1919-1921. Les effets de la guerre se sont fait sentir dans les terres intérieures de l'Irlande autant que n'importe où ailleurs dans le pays. Au début de juillet 1921, les forces militaires britanniques ont brûlé plusieurs maisons dans le sud du comté de Westmeath. La branche locale de l'Armée républicaine irlandaise (IRA) a estimé que cela ne pouvait pas rester impuni. Moydrum Castle, compte tenu de son statut en tant que siège d'un membre éminent de la Chambre des lords britannique, a été choisi comme un sujet suffisamment symbolique pour leurs représailles. Dans la nuit du 3 juillet 1921, une assemblée de membres de l'IRA marchèrent sur le château. Le 5e baron était hors de l'Irlande à l'époque, mais sa femme et sa fille, ainsi que plusieurs autres fonctionnaires, étaient dans la résidence et ont été réveillés par des coups frappés à la porte. La baronne et sa fille ont eu le temps de rassembler quelques effets personnels de valeur avant la prise du bâtiment auquel a été mis le feu. L'incendie a complètement détruit le château.
Après la création de l'État libre d'Irlande, la plupart des terres appartenant à la Baronnie ont été enrichies, divisées et vendues par la Commission foncière irlandaise. Le baron, sa femme et sa famille ne sont jamais revenu à Moydrum.

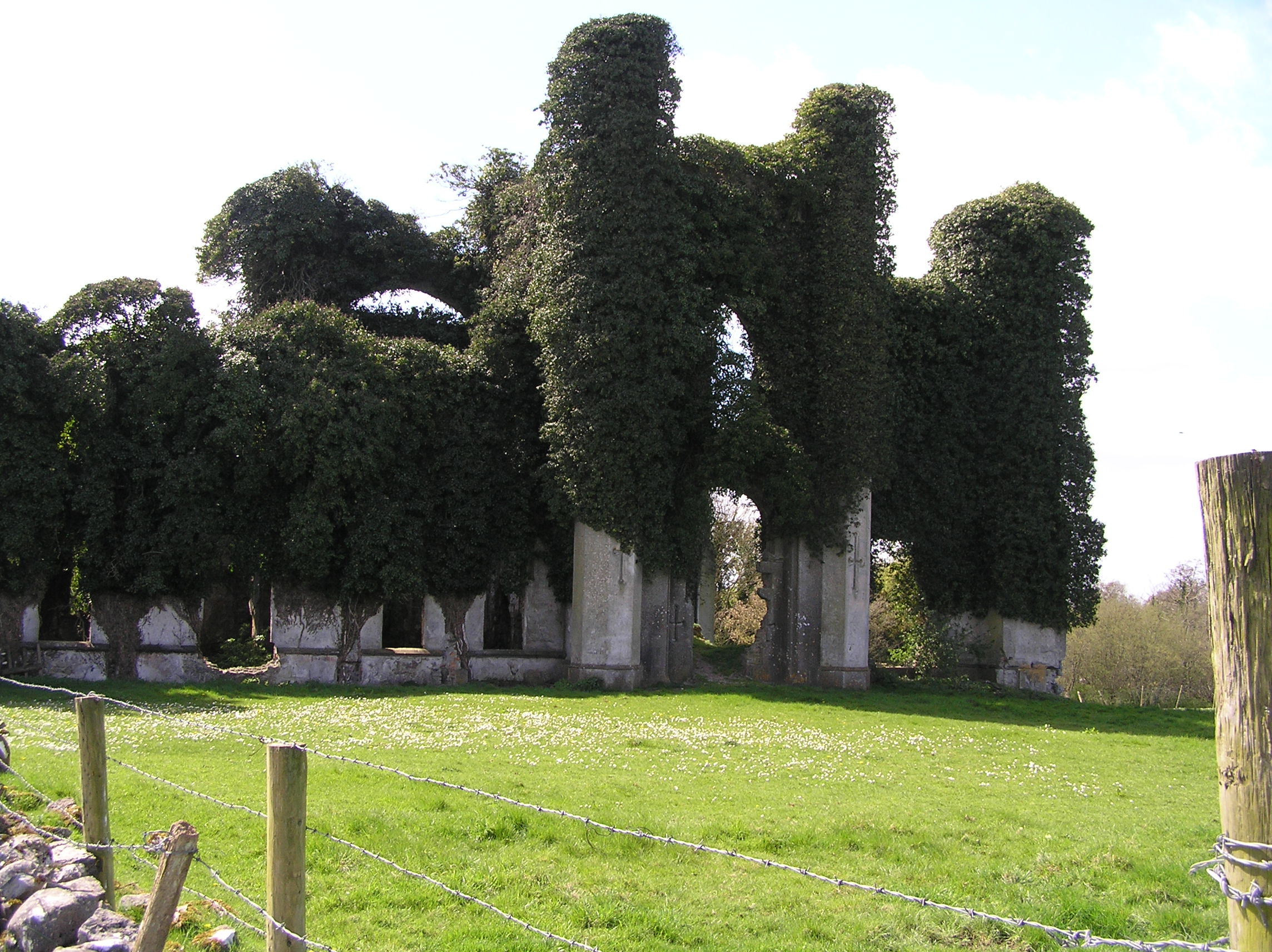
Vue du château de face
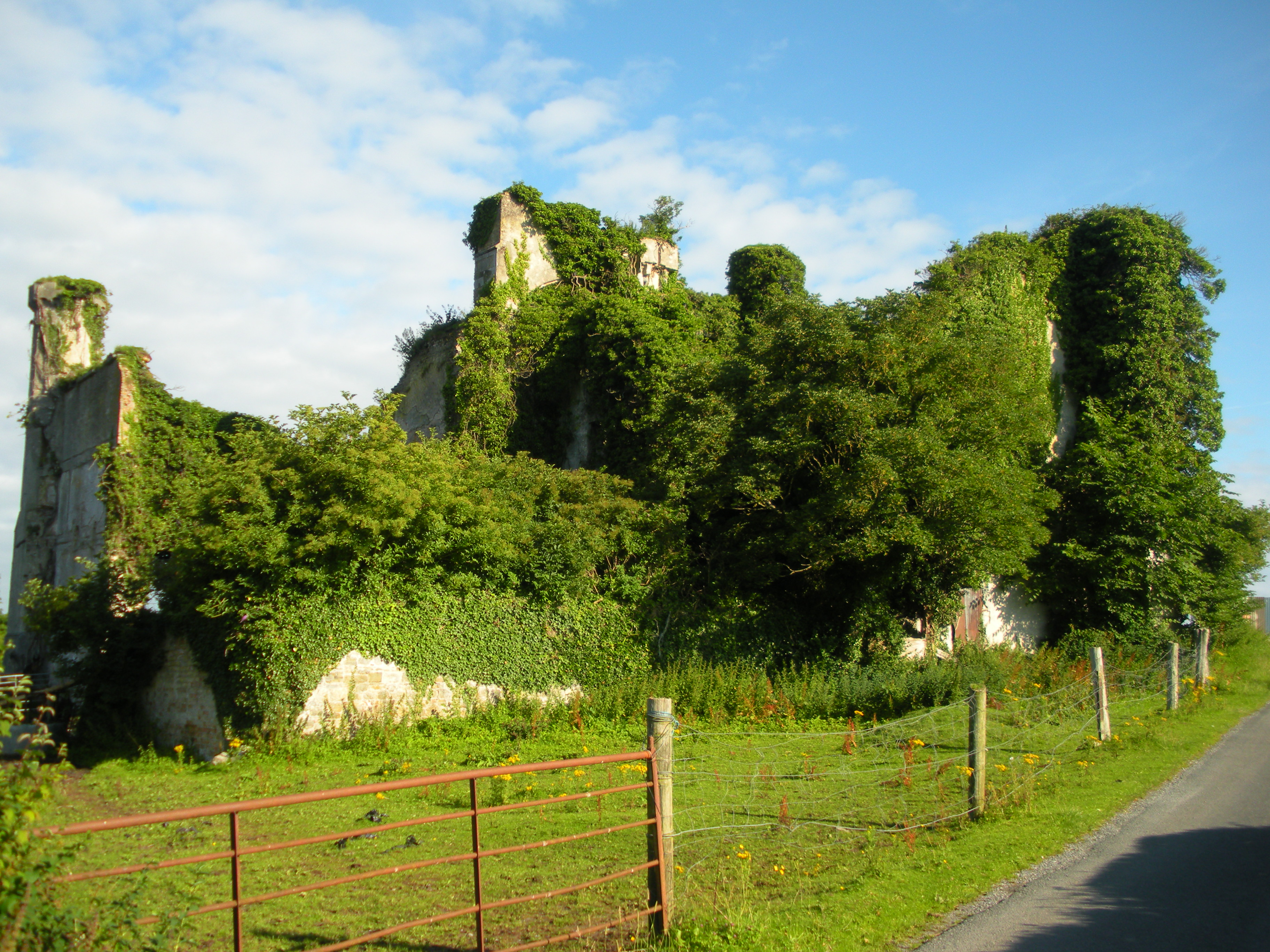
Vue arrière
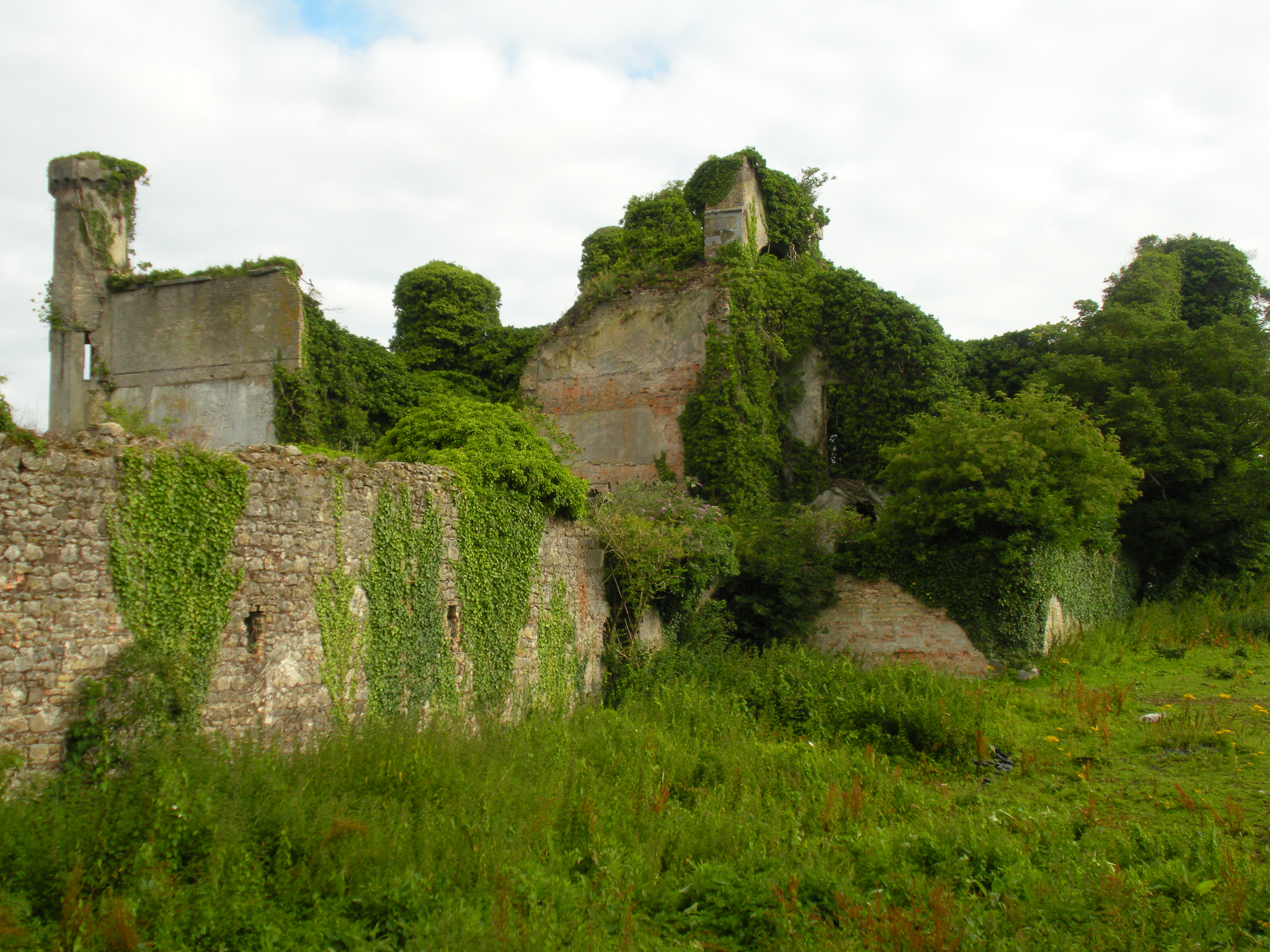
Vue arrière

## Dans la culture
En 1984, les ruines du château de Moydrum figurent sur la pochette de l'album The Unforgettable Fire de U2.